# بلی (فرانسه)
بلیز (به فرانسوی: Blyes) یک کمون در کشور فرانسه است که در canton of Lagnieu واقع شده‌است.

## خصوصیات
بلیز ۱۲٫۲۷ کیلومترمربع مساحت و ۸۸۰ نفر جمعیت دارد و ۲۱۰ متر بالاتر از سطح دریا واقع شده‌است.